# Vráž u Berouna
Vráž (deutsch Wraž, 1939–1945 Raasch) ist eine Gemeinde in Tschechien. Sie liegt fünf Kilometer nordöstlich von Beroun und gehört zum Okres Beroun.

## Geographie
Vráž befindet sich auf einer Hochebene rechtsseitig über dem Tal der Loděnice in der Křivoklátská vrchovina. im Ort entspringt der Vrážský potok. Nordöstlich erheben sich der Hřeben (431 m) und der Kolo (407 m), im Süden die Herinky (440 m). Durch Vráž verläuft die Bahnstrecke Beroun–Rudná u Prahy, am südlichen Ortsrand führt die Autobahn D 5/E 50 zwischen Prag und Beroun, vorbei.
Nachbarorte sind Na Lesích, Na Malé Vráži, Železná, Malé Přílepy und Nenačovice im Norden, Chrustenice und Loděnice im Nordosten, Jánská, Černidla, Lužce und Kozolupy im Osten, Bubovice und Sedlec im Südosten, Svatý Jan pod Skalou und Záhrabská im Süden, Lištice, Na Herinkách, Závodí und Beroun im Südwesten, Višňovka, Zdejcina und Hýskov im Westen sowie V Libinách und Lhotka u Berouna im Nordwesten.

## Geschichte
Archäologische Funde belegen eine Besiedlung des Gemeindegebietes seit der Altsteinzeit. Die erste Kirche in Vráž wurde wahrscheinlich im 10. Jahrhundert errichtet.
Die erste schriftliche Erwähnung von Wraz erfolgte im Jahre 1320 im Zusammenhang mit einem örtlichen Richter (iudex de Wraz). Im Jahre 1357 wurde das Dorf Teil der neu errichteten Burggrafschaft Karlstein. Der Bau der Karlsteiner Burgkirche Mariä Himmelfahrt erfolgte aus Mitteln das Prager Kollegiatskapitels unter Verwendung der Abgaben aus Vráž. Die Kirche St. Bartholomäus wurde erstmals 1380 in den Visitationsakten des Erzbistums Prag erwähnt. Im Jahre 1421 wurde das Dorf von den Hussiten verwüstet.
1619 wurde die Burggrafschaft Karlstein aufgehoben und zugleich auch die Kronjuwelen und das königliche Archiv nach Prag verbracht. Im Jahre 1625 ging die Herrschaft Karlstein in den Besitz der Kammer der böhmischen Königin über. Die Burg und die Herrschaft Karlstein wurden 1631 an Jan Kavka Říčanský von Říčan verpfändet. Vráž wurde 1639 von schwedischen Truppen niedergebrannt. Im Jahre 1645 erbten Jan Kavkas drei Töchter den Besitz. Der größte Teil der Herrschaft Karlstein, zu dem auch Vráž gehörte, fiel dabei Ludmila Benigna von Sternberg zu. Nach dem Tode ihres Mannes Franz Matthias von Sternberg verkaufte sie ihren Karlsteiner Anteil ihrem Sohn Johann Norbert. Im Jahre 1693 erwarb die königliche Kammer die Burg und Herrschaft Karlstein zurück. Während die Burg wieder in den Besitz der böhmischen Könige überging, wurde die Herrschaft 1705 an die Kaiserin Eleonore verkauft. In ihrem Testament erklärte sie die Herrschaft Karlstein zur Mitgiftherrschaft der böhmischen Königin. 1755 übereignete Königin Maria Theresia die Herrschaft Karlstein 1755 dem neu gegründeten Adelsinstitut auf dem Hradschin. Im Jahre 1812 lagerten in Vráž zunächst napoleonische, danach russische Truppen; das Militär brachte die Pest mit.
Im Jahre 1846 bestand das an der Reichsstraße im Berauner Kreis gelegene Dorf Wraž aus 44 Häusern mit 321 Einwohnern. Im Ort gab es die Filialkirche St. Bartholomäus und ein Wirtshaus. Abseits lag die Rustikalwirtschaft Na Lesých (Na Lesích). Pfarrort war Lodenitz. Bis zur Mitte des 19. Jahrhunderts blieb das Dorf der k.k. Tafel-Herrschaft Karlstein untertänig.
Nach der Aufhebung der Patrimonialherrschaften bildete Vraž / Wraž ab 1850 eine Gemeinde im Gerichtsbezirk Beroun. 1868 wurde die Gemeinde dem Bezirk Hořowitz zugeordnet. 1880 wurde in Vraž eine Dorfschule errichtet, das Schulhaus musste 1887 aufgestockt werden. Das Dorf bestand im Jahre 1880 aus 72 Häusern und hatte 602 tschechischsprachige Einwohner. Im Jahr darauf nahm eine Ziegelei den Betrieb auf. Die Freiwillige Feuerwehr gründete sich 1892. Mit der Vollendung der Bahnstrecke Beroun–Dušníky wurde Vráž 1897 an das Eisenbahnnetz angeschlossen. Im Jahre 1932 hatte die Gemeinde Vráž 1014 Einwohner. Im selben Jahre wurde der Ort elektrifiziert. Seit 1936 gehört Vráž zum Okres Beroun.
Am 1. Januar 1986 wurde im Zuge der Aufhebung der Gemeinde Svatý Jan pod Skalou deren Ortsteil Záhrabská nach Vráž umgemeindet. Záhrabská löste sich im November 1990 wieder von Vráž los.
Seit 2003 führt die Gemeinde ein Wappen. Vráž bestand im Jahre 2005 aus 365 Häusern und hatte 880 Einwohner. In der Gemeinde besteht eine große Ferienhaussiedlung.

## Gemeindegliederung

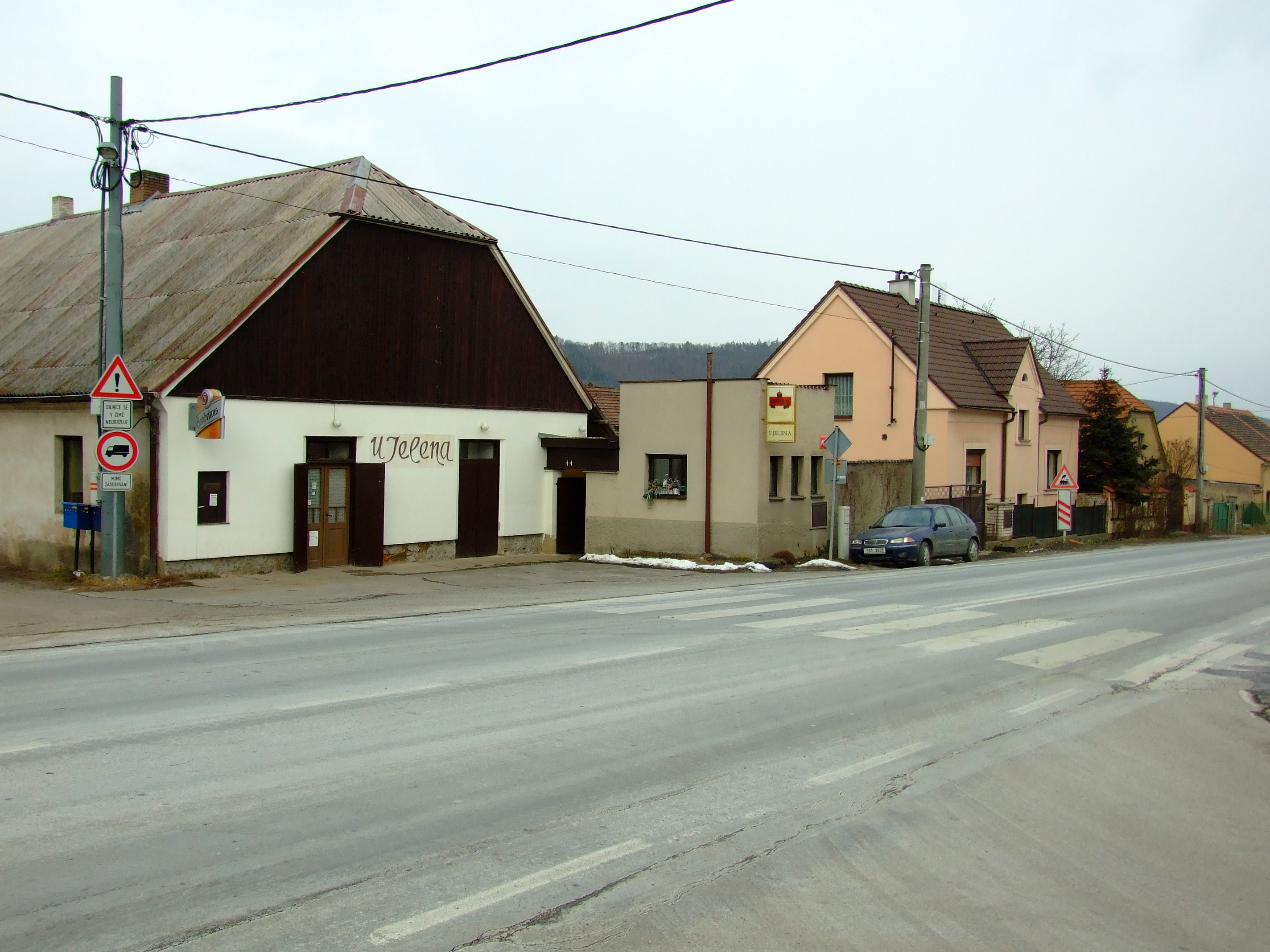
Gasthaus U Jelena

Für die Gemeinde Vráž sind keine Ortsteile ausgewiesen. Vráž besteht aus den Grundsiedlungseinheiten Na Lesích, Ve Stupicích und Vráž. Zu Vráž gehören außerdem die Siedlungen Na Malé Vráži und Pod Hájem.

## Persönlichkeiten
- Marta Krásová (1901–1970), die Mezzosopranistin verbrachte ihren Lebensabend in Vráž, ihr Grab befindet sich auf dem örtlichen Friedhof

## Sehenswürdigkeiten

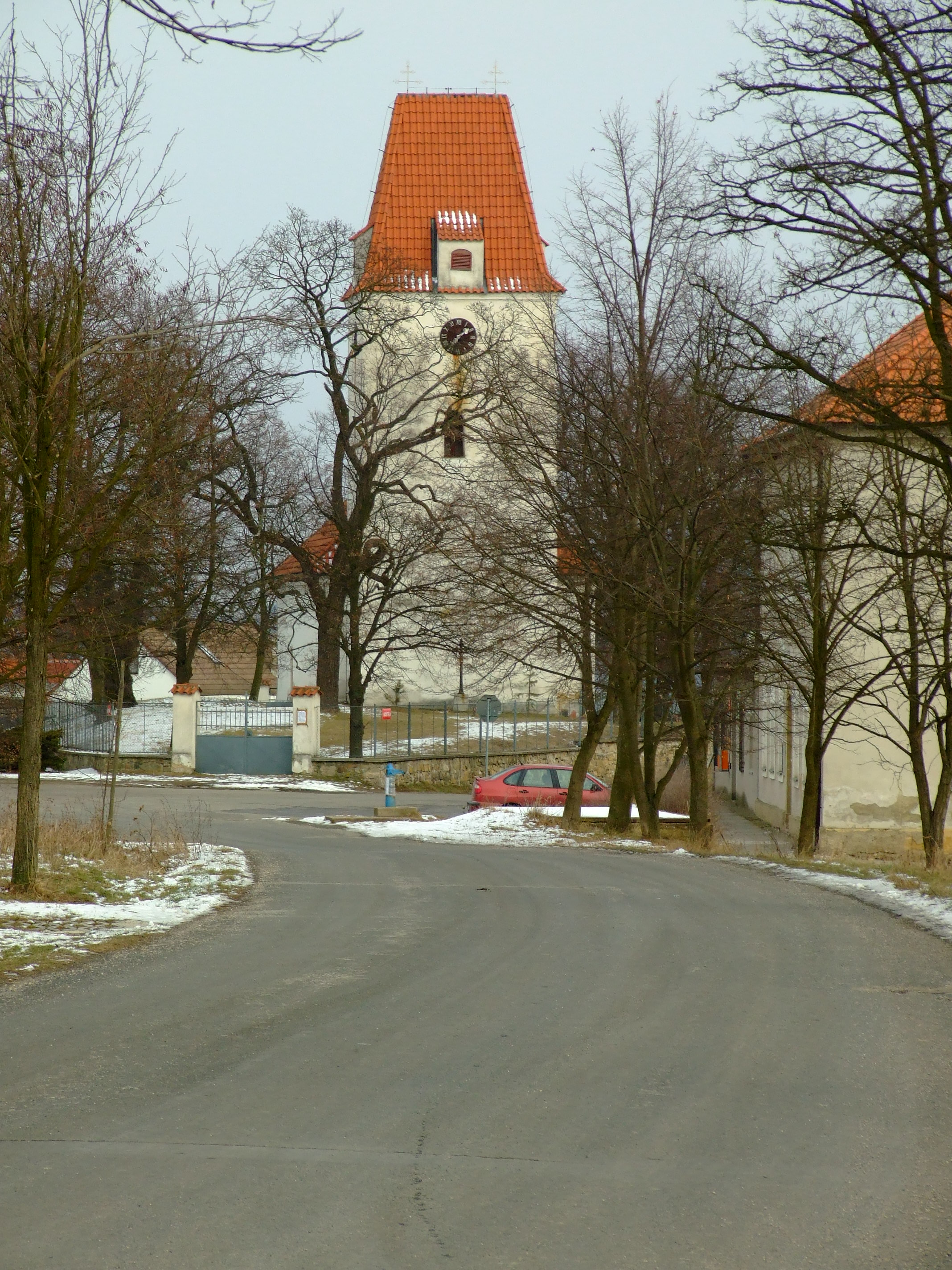
Kirche St. Bartholomäus

- Kirche St. Bartholomäus, der im 14. Jahrhundert errichtete ursprünglich gotische Bau erhielt seine heutige Gestalt bei den Umbauten von 1822 und 1907. An ihrer Nordseite befindet sich ein barocker Grabstein aus dem Jahre 1686.
- Aussichtsturm Lhotka u Berouna, auf dem Höhenzug nordwestlich des Dorfes